# Protracheoniscus anatolii
Protracheoniscus anatolii är en kräftdjursart som beskrevs av Borutzkii 1959. Protracheoniscus anatolii ingår i släktet Protracheoniscus och familjen Trachelipodidae.

## Underarter
Arten delas in i följande underarter:
- P. a. acutipedis
- P. a. terskeyensis